# Prva slovenska nogometna liga 2010-2011
La Prva slovenska nogometna liga 2010-2011 (in lingua italiana: Primo campionato calcistico sloveno 2010-2011), abbreviata in 1. SNL 2010-2011, è stata la ventesima edizione della massima serie del campionato di calcio sloveno, disputata tra il 16 luglio 2010 e il 23 maggio 2011 e conclusa con la vittoria del Maribor, al suo nono titolo.
Capocannoniere del torneo fu Marcos Tavares (Maribor), con 16 reti.
Nel ranking UEFA 2010-11, la 1. SNL si piazzò al 37º posto (38º nel quinquennale 2006-2011).

## Stagione

### Novità
A seguito della retrocessione nella seconda divisione di Interblock Lubiana e Drava Ptuj, ottennero la promozione Triglav Kranj e Primorje Aidussina, rispettivamente seconda e prima classificata nel precedente campionato di seconda divisione.

### Formula
Le squadre partecipanti furono 10 e disputarono un doppio turno di andata e ritorno per un totale di 36 partite.
La squadra campione di Slovenia si qualificò alla UEFA Champions League 2011-2012, partendo dal secondo turno preliminare.
Le squadre classificate al secondo e terzo posto furono ammesse alla UEFA Europa League 2011-2012, partendo rispettivamente dal secondo e dal primo turno preliminare insieme alla vincitrice della coppa nazionale.
Retrocedette direttamente l'ultima in classifica, mentre la penultima disputò uno spareggio contro la seconda classificata della seconda divisione.

## Squadre partecipanti
| Squadra           | Città       | Stadio                       | Stagione 2009-10 | Stagione 2009-10 |
| Squadra           | Città       | Stadio                       | Pos.             | Divisione        |
| ----------------- | ----------- | ---------------------------- | ---------------- | ---------------- |
| Luka Koper        | Capodistria | Stadio Bonifika              | 1°               | 1. SNL           |
| Maribor           | Maribor     | Stadion Ljudski vrt          | 2°               | 1. SNL           |
| HIT Gorica        | Nova Gorica | Stadio Športni Park          | 3°               | 1. SNL           |
| Olimpija          | Lubiana     | Stadio Stožice               | 4°               | 1. SNL           |
| CM Celje          | Celje       | Arena Petrol                 | 5°               | 1. SNL           |
| Nafta             | Lendava     | Športni park                 | 6º               | 1. SNL           |
| Rudar             | Velenje     | Stadio ob Jezeru             | 7°               | 1. SNL           |
| Domžale           | Domžale     | Športni park                 | 8°               | 1. SNL           |
| Primorje          | Aidussina   | Mestni stadion               | 1°               | 2. SNL           |
| Triglav Gorenjska | Kranj       | Športni Center Stanko Mlakar | 2°               | 2. SNL           |

## Classifica
|                     | Pos. | Squadra         | Pt | G  | V  | N  | P  | GF | GS | DR  |
| ------------------- | ---- | --------------- | -- | -- | -- | -- | -- | -- | -- | --- |
| Slovenia (bandiera) | 1.   | Maribor         | 75 | 36 | 21 | 12 | 3  | 65 | 25 | +40 |
|                     | 2.   | Domžale         | 67 | 36 | 20 | 7  | 9  | 57 | 35 | +22 |
|                     | 3.   | Koper           | 60 | 36 | 17 | 9  | 10 | 57 | 43 | +14 |
|                     | 4.   | Olimpia Lubiana | 55 | 36 | 15 | 10 | 11 | 59 | 43 | +16 |
|                     | 5.   | Gorica          | 48 | 36 | 13 | 9  | 14 | 42 | 53 | −11 |
|                     | 6.   | Rudar Velenje   | 46 | 36 | 12 | 10 | 14 | 55 | 47 | +8  |
|                     | 7.   | Triglav         | 39 | 36 | 10 | 9  | 17 | 38 | 59 | −21 |
|                     | 8.   | Celje           | 37 | 36 | 9  | 10 | 17 | 41 | 55 | −14 |
|                     | 9.   | Nafta           | 37 | 36 | 10 | 7  | 19 | 47 | 67 | −20 |
|                     | 10.  | Primorje        | 31 | 36 | 8  | 7  | 21 | 40 | 74 | −34 |
| Fonte: wildstat.com |      |                 |    |    |    |    |    |    |    |     |

Legenda:
      Campione di Slovenia e qualificato alla UEFA Champions League 2011-2012
      Qualificato alla UEFA Europa League 2011-2012.
  Partecipa allo spareggio.
  Retrocesso direttamente.
      Retrocesso in 2. SNL 2011-2012.
      Escluso dal campionato.
Regolamento:
Tre punti a vittoria, uno a pareggio, zero a sconfitta.
In caso di arrivo di due o più squadre a pari punti, la graduatoria viene stilata secondo la classifica avulsa tra le squadre interessate (= scontri diretti).
Il Primorje ha cessato l'attività alla fine della stagione.

### Spareggio
Il Nafta avrebbe dovuto affrontare la seconda classificata della 2. SNL 2010-2011, ma nessuna delle prime tre classificate (rispettivamente Aluminij, Interblock e Dravinja) ha accettato il salto di categoria per motivi economici; quindi lo spareggio non è stato effettuato.

## Risultati
|                     | Cel  | Dom  | Gor  | Kop  | Mar  | Naf  | Oli  | Pri  | Rud  | Tri  |
| ------------------- | ---- | ---- | ---- | ---- | ---- | ---- | ---- | ---- | ---- | ---- |
| Celje               | –––– | 0–1  | 1–0  | 2–1  | 0–4  | 2–4  | 1–1  | 3–0  | 5–1  | 1–1  |
| Celje               | –––– | 0–0  | 3–1  | 0–3  | 0–0  | 3–0  | 1–3  | 2–3  | 1–0  | 2–0  |
| Domžale             | 1–0  | –––– | 1–0  | 2–0  | 0–1  | 1–1  | 2–1  | 4–1  | 2–3  | 3–0  |
| Domžale             | 2–0  | –––– | 2–0  | 1–2  | 2–2  | 3–2  | 3–0  | 1–0  | 2–0  | 3–1  |
| Gorica              | 3–3  | 0–3  | –––– | 2–2  | 0–2  | 1–0  | 2–2  | 3–2  | 1–1  | 2–1  |
| Gorica              | 1–1  | 2–1  | –––– | 0–0  | 0–6  | 1–0  | 1–3  | 4–1  | 0–0  | 1–0  |
| Koper               | 7–3  | 2–0  | 1–0  | –––– | 0–1  | 0–3  | 2–0  | 4–1  | 2–1  | 1–1  |
| Koper               | 1–0  | 3–1  | 2–2  | –––– | 3–0  | 4–1  | 2–1  | 2–1  | 3–3  | 0–1  |
| Maribor             | 2–0  | 1–1  | 3–1  | 2–0  | –––– | 3–1  | 0–0  | 1–1  | 3–1  | 5–0  |
| Maribor             | 2–0  | 2–0  | 1–2  | 1–1  | –––– | 0–1  | 2–2  | 2–0  | 2–1  | 3–1  |
| Nafta               | 2–2  | 3–2  | 3–0  | 0–2  | 0–2  | –––– | 2–3  | 2–1  | 3–3  | 2–1  |
| Nafta               | 0–0  | 2–3  | 1–4  | 2–1  | 1–1  | –––– | 1–2  | 1–2  | 1–2  | 1–1  |
| Olimpia             | 1–0  | 0–1  | 0–0  | 1–2  | 0–1  | 0–1  | –––– | 3–0  | 1–3  | 1–0  |
| Olimpia             | 3–1  | 0–0  | 1–0  | 4–0  | 0–0  | 2–0  | –––– | 5–0  | 2–2  | 1–3  |
| Primorje            | 2–0  | 0–0  | 0–2  | 3–1  | 0–0  | 4–2  | 5–1  | –––– | 1–1  | 0–3  |
| Primorje            | 0–1  | 0–0  | 2–3  | 1–1  | 1–2  | 1–4  | 2–2  | –––– | 0–6  | 1–0  |
| Rudar               | 3–2  | 0–1  | 1–2  | 2–1  | 0–0  | 0–0  | 1–1  | 3–1  | –––– | 5–0  |
| Rudar               | 1–0  | 3–1  | 0–1  | 0–1  | 2–4  | 4–0  | 1–3  | 0–1  | –––– | 0–0  |
| Trglav              | 1–1  | 1–3  | 2–0  | 0–0  | 2–2  | 2–0  | 0–5  | 3–2  | 1–0  | –––– |
| Trglav              | 0–0  | 2–4  | 1–0  | 0–0  | 1–2  | 4–0  | 1–4  | 2–0  | 1–4  | –––– |
| Fonte: wildstat.com |      |      |      |      |      |      |      |      |      |      |

## Statistiche

### Classifica marcatori
| Pos.               | Giocatore         | Squadra         | Reti |
| ------------------ | ----------------- | --------------- | ---- |
| 1                  | Marcos Tavares    | Maribor         | 16   |
| 2                  | Milan Osterc      | Koper           | 13   |
| 2                  | Damir Pekič       | Domžale         | 13   |
| 4                  | Vedran Vinko      | Nafta           | 10   |
| 4                  | Vito Plut         | Gorica/Maribor  | 10   |
| 4                  | Etien Velikonja   | Maribor/Gorica  | 10   |
| 7                  | Dragan Čadikovski | Rudar Velenje   | 9    |
| 7                  | Dejan Burgar      | Triglav         | 9    |
| 9                  | Davor Škerjanc    | Olimpia Lubiana | 8    |
| 9                  | Robert Berič      | Maribor         | 8    |
| 9                  | Adnan Bešić       | Olimpia Lubiana | 8    |
| 9                  | Elvis Bratanovič  | Rudar Velenje   | 8    |
| Fonte: prvaliga.si |                   |                 |      |

### Media spettatori
| Pos. | Squadre         | Totale | Partite | Media |
| ---- | --------------- | ------ | ------- | ----- |
| 1    | Maribor         | 64600  | 18      | 3589  |
| 2    | Olimpia Lubiana | 41900  | 18      | 2328  |
| 3    | Rudar Velenje   | 26000  | 18      | 1444  |
| 4    | Nafta           | 18500  | 18      | 1028  |
| 5    | Koper           | 16350  | 18      | 908   |
| 6    | Celje           | 12700  | 18      | 706   |
| 7    | Domžale         | 12350  | 18      | 686   |
| 8    | Gorica          | 9080   | 18      | 504   |
| 9    | Primorje        | 8200   | 18      | 456   |
| 10   | Triglav         | 8150   | 18      | 453   |